# Stygnidius inflatus
Stygnidius inflatus is een hooiwagen uit de familie Stygnidae.